# Пхеньюк
Пхеньюк (кор. 편육?, 片肉?) — традиционное корейское блюдо. Представляет собой варёное и отжатое мясо. Его, как правило, тонко нарезают.
Для приготовления блюда используют говядину или свинину.
Иногда блюдо употребляют вместе с алкогольными напитками, также его используют как начинку для других блюд, например, для нэнмёна (холодной лапши) и соллонтхана (супа из костей вола). Раньше пхеньюк готовили одновременно с говяжьим бульоном, часто — во время банкетов и празднеств. Сегодня пхеньюк используется в таких блюдах, как бутерброды. Иногда его считают более здоровым мясом, чем жареное мясо.

## Приготовление и подача
Говяжий пхеньюк в основном готовят из грудинки, хвостовика, рульки, языка, семенников, молочных желез, головы, ливера, селезёнки и лап, в то время как для свиного используют голову, лапы и другие части тела.
Мясо всегда вымачивают в холодной воде, чтобы в нём не осталось крови. Затем его варят до готовности. В бульон добавляют соль, а иногда — и некоторые другие приправы. Например, одна из таких приправ — твенджан (паста из соевых бобов), также используют соджу, чёрный перец или растворимый кофе. Лук-шалот и зубчики чеснока добавляют в бульон, если готовят говяжий пхеньюк, нарезанный имбирь используют при приготовлении свиного.
Далее мясо оборачивают тканью и прессуют. Затем его нарезают тонкими ломтиками и подают с дипом (соусом, в который можно погружать блюдо). Используют разные соусы. Так, для говяжьего пхеньюка используют смесь соевого соуса и уксуса или смесь соевого соуса, уксуса и горчицы. Для свиного пхеньюка используется соус из креветок. Свиной пхеньюк употребляют с капустой или с листьями латука. Гарниром к блюду часто служат кимчхи, острый салат из сушёной редьки или острый овощной салат.
Пхеньюк используется как начинка для нэнмёна (холодной лапши) и соллонтхана (супа из костей вола).

## Галерея

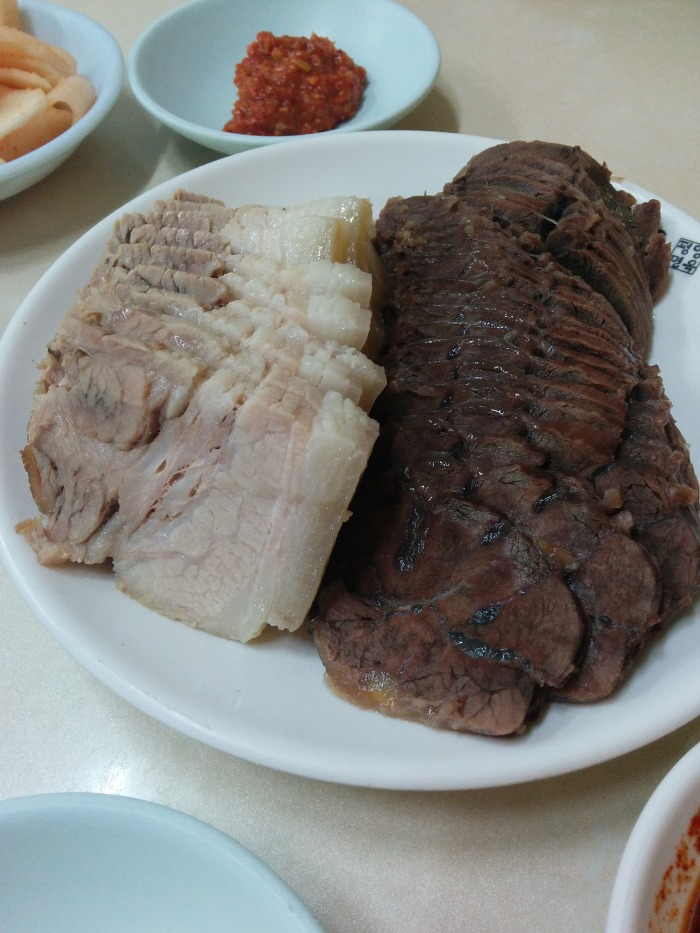
Фото корейских блюд. Пхеньюк находится справа.
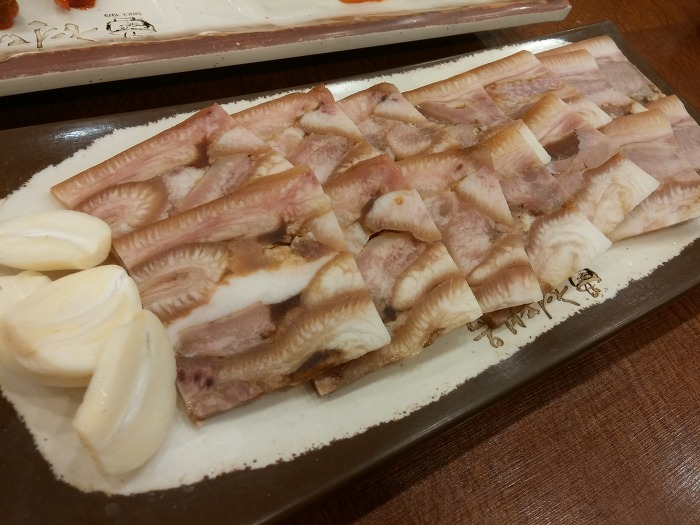
Один из видов пхеньюка. Изготовлен из головы свиньи. Подаётся с чесноком.
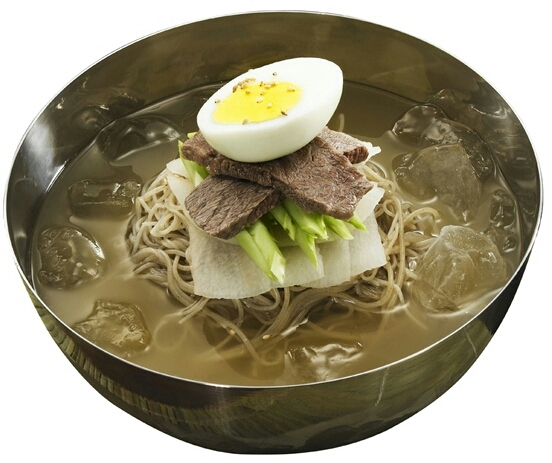
Нэнмён с пхеньюком